# Trihocentrum
Trihocentrum (lat. Trichocentrum), rod orhideja, pseudolukovičastih epifitnih trajnica, dio podtribusa Oncidiinae. Devedeset vrsta rašireno je od južne Floride na jug preko Meksika do tropske Južne Amerike.

## Vrste
1. Trichocentrum aguirrei (Königer) M.W.Chase & N.H.Williams
2. Trichocentrum albococcineum Linden
3. Trichocentrum allenii (Kolan. & Szlach.) J.M.H.Shaw
4. Trichocentrum andreanum (Cogn.) R.Jiménez & Carnevali
5. Trichocentrum andrewsiae (R.Jiménez & Carnevali) R.Jiménez & Carnevali
6. Trichocentrum ascendens (Lindl.) M.W.Chase & N.H.Williams
7. Trichocentrum aurisasinorum (Standl. & L.O.Williams) M.W.Chase & N.H.Williams
8. Trichocentrum ayacuchense J.M.H.Shaw
9. Trichocentrum bellanianum (Königer) J.M.H.Shaw
10. Trichocentrum bicallosum (Lindl.) M.W.Chase & N.H.Williams
11. Trichocentrum binotii (Pabst) J.M.H.Shaw
12. Trichocentrum biorbiculare (Balam & Cetzal) R.Jiménez & Solano
13. Trichocentrum brachyceras Schltr.
14. Trichocentrum brachyphyllum (Lindl.) R.Jiménez
15. Trichocentrum brenesii Schltr.
16. Trichocentrum brevicalcaratum C.Schweinf.
17. Trichocentrum caatingaense (Cetzal, V.P.Castro & Marçal) J.M.H.Shaw
18. Trichocentrum caloceras Endrés & Rchb.f.
19. Trichocentrum candidum Lindl.
20. Trichocentrum capistratum Linden & Rchb.f.
21. Trichocentrum carthagenense (Jacq.) M.W.Chase & N.H.Williams
22. Trichocentrum cavendishianum (Bateman) M.W.Chase & N.H.Williams
23. Trichocentrum cebolleta (Jacq.) M.W.Chase & N.H.Williams
24. Trichocentrum cepula (Hoffmanns.) J.M.H.Shaw
25. Trichocentrum christensonianum (Kolan. & Szlach.) J.M.H.Shaw
26. Trichocentrum chrysops (Rchb.f.) Soto Arenas & R.Jiménez
27. Trichocentrum cosymbephorum (C.Morren) R.Jiménez & Carnevali
28. Trichocentrum crispiflorum (Schltr.) Bogarín
29. Trichocentrum croatii (Kolan. & Szlach.) J.M.H.Shaw
30. Trichocentrum croizatii (Cetzal & Carnevali) J.M.H.Shaw
31. Trichocentrum cymbiglossum Pupulin
32. Trichocentrum dianthum Pupulin & Mora-Ret.
33. Trichocentrum estrellense Pupulin & J.B.García
34. Trichocentrum flavovirens (L.O.Williams) M.W.Chase & N.H.Williams
35. Trichocentrum × francoi (Cetzal & Carnevali) J.M.H.Shaw
36. Trichocentrum fuscum Lindl.
37. Trichocentrum × haematochilum (Lindl. & Paxton) M.W.Chase & N.H.Williams
38. Trichocentrum helicanthum (Kraenzl.) J.M.H.Shaw
39. Trichocentrum hoegei Rchb.f.
40. Trichocentrum ionopthalmum Rchb.f.
41. Trichocentrum johnii (Oppenheim) M.W.Chase & N.H.Williams
42. Trichocentrum jonesianum (Rchb.f.) M.W.Chase & N.H.Williams
43. Trichocentrum lacerum (Lindl.) J.M.H.Shaw
44. Trichocentrum lanceanum (Lindl.) M.W.Chase & N.H.Williams
45. Trichocentrum leeanum Rchb.f.
46. Trichocentrum leptotifolium (Cetzal & Carnevali) R.Jiménez & Solano
47. Trichocentrum lindenii (Brongn.) M.W.Chase & N.H.Williams
48. Trichocentrum longicalcaratum Rolfe
49. Trichocentrum longifolium (Lindl.) R.Jiménez
50. Trichocentrum lowii (Rolfe) M.W.Chase & N.H.Williams
51. Trichocentrum loyolicum Pupulin, Karremans & G.Merino
52. Trichocentrum luridum (Lindl.) M.W.Chase & N.H.Williams
53. Trichocentrum macrocebolletum (Cetzal & Carnevali) J.M.H.Shaw
54. Trichocentrum margalefii (Hágsater) M.W.Chase & N.H.Williams
55. Trichocentrum × marvraganii (Lückel) M.W.Chase & N.H.Williams
56. Trichocentrum microchilum (Bateman ex Lindl.) M.W.Chase & N.H.Williams
57. Trichocentrum morenoi (Dodson & Luer) M.W.Chase & N.H.Williams
58. Trichocentrum nanum (Lindl.) M.W.Chase & N.H.Williams
59. Trichocentrum nataliae (Balam & Carnevali) R.Jiménez & Solano
60. Trichocentrum neudeckeri Königer
61. Trichocentrum nudum (Bateman ex Lindl.) M.W.Chase & N.H.Williams
62. Trichocentrum obcordilabium Pupulin
63. Trichocentrum oerstedii (Rchb.f.) R.Jiménez & Carnevali
64. Trichocentrum × oersteluridum (Cetzal & Balam) J.M.H.Shaw
65. Trichocentrum oestlundianum (L.O.Williams) M.W.Chase & N.H.Williams
66. Trichocentrum orthoplectron Rchb.f.
67. Trichocentrum panduratum C.Schweinf.
68. Trichocentrum pendulum (Carnevali & Cetzal) R.Jiménez & Solano
69. Trichocentrum perezii Beutelsp.
70. Trichocentrum pfavii Rchb.f.
71. Trichocentrum popowianum Königer
72. Trichocentrum porphyrio Rchb.f.
73. Trichocentrum pulchrum Poepp. & Endl.
74. Trichocentrum pumilum (Lindl.) M.W.Chase & N.H.Williams
75. Trichocentrum pupulinianum Bogarín & Karremans
76. Trichocentrum purpureum Lindl. ex Rchb.f.
77. Trichocentrum × quintanarooense (Cetzal & Carnevali) J.M.H.Shaw
78. Trichocentrum recurvum Lindl.
79. Trichocentrum schrautianum (Königer) J.M.H.Shaw
80. Trichocentrum schwambachiae (V.P.Castro & Toscano) Meneguzzo
81. Trichocentrum sierracaracolense (Cetzal & Balam) R.Jiménez & Solano
82. Trichocentrum silverarum (Carnevali & Cetzal) J.M.H.Shaw
83. Trichocentrum splendidum (A.Rich. ex Duch.) M.W.Chase & N.H.Williams
84. Trichocentrum sprucei (Lindl.) M.W.Chase & N.H.Williams
85. Trichocentrum stacyi (Garay) M.W.Chase & N.H.Williams
86. Trichocentrum stramineum (Bateman ex Lindl.) M.W.Chase & N.H.Williams
87. Trichocentrum tapiae (Balam & Carnevali) J.M.H.Shaw
88. Trichocentrum × teaboanum (R.Jiménez, Carnevali & J.L.Tapia) R.Jiménez & Carnevali
89. Trichocentrum tenuiflorum Lindl.
90. Trichocentrum tigrinum Linden & Rchb.f.
91. Trichocentrum ultrajectinum (Pulle) J.M.H.Shaw
92. Trichocentrum undulatum (Sw.) Ackerman & M.W.Chase
93. Trichocentrum viridulum Pupulin
94. Trichocentrum wagneri Pupulin
95. Trichocentrum yucatanense (Cetzal & Carnevali) R.Jiménez & Solano
96. Trichocentrum yuroaense (Kolan. & Szlach.) J.M.H.Shaw

## Sinonimi
- Acoidium Lindl.
- Cohnia Rchb.f.
- Cohniella Pfitzer
- Lophiarella Szlach., Mytnik & Romowicz
- Lophiaris Raf.
- Stilifolium Königer & D.Pongratz